# 彦根市
彦根市（日语：／ Hikone shi */?）是位於日本滋贺县東部的城市，也是琵琶湖東岸的最大城市。境內大部分位於湖東的平原上，西側臨琵琶湖，東北側為鈴鹿山脈往西延伸的山區。主要市區以1603年開始建設的彥根城为中心逐渐发展而成，彥根城也因此成為本市的象徵，本地的地區吉祥物彥根喵也是配合彥根城築城四百年紀念所設計。

## 氣候
彥根市在氣候上雖被分類在屬於日本海側氣候的滋賀縣北部，但因其鄰近滋賀縣中部，與北部其他地域相比降雪量較少，因此並未被列入豪雪地帶；又因此地觀測所鄰近琵琶湖，日溫差、年溫差也比縣内其他地區小。

## 人口
| 彦根市人口分布圖 |                                               |  |
| 彦根市與日本全國年齡別人口分布比較圖 （2005年資料） | 彦根市的年齡、男女別人口分布圖 （2005年資料） |  |
| ■紫色是彦根市 ■綠色是全国 | ■藍色是男性 ■紅色是女性                       |  |
| 彦根市人口變化 \| 1970年 \| 78,753人 \| \| \| 1975年 \| 85,066人 \| \| \| 1980年 \| 89,701人 \| \| \| 1985年 \| 94,204人 \| \| \| 1990年 \| 99,519人 \| \| \| 1995年 \| 103,508人 \| \| \| 2000年 \| 107,860人 \| \| \| 2005年 \| 109,779人 \| \| \| 2010年 \| 112,156人 \| \| \| 2015年 \| 113,679人 \| \| \| 2020年 \| 113,647人 \| \| |                                               |  |
| 資料來源：日本總務省統計中心提供之人口普查數據 |                                               |  |
| 1970年 | 78,753人                                      |  |
| 1975年 | 85,066人                                      |  |
| 1980年 | 89,701人                                      |  |
| 1985年 | 94,204人                                      |  |
| 1990年 | 99,519人                                      |  |
| 1995年 | 103,508人                                     |  |
| 2000年 | 107,860人                                     |  |
| 2005年 | 109,779人                                     |  |
| 2010年 | 112,156人                                     |  |
| 2015年 | 113,679人                                     |  |
| 2020年 | 113,647人                                     |  |

## 歷史

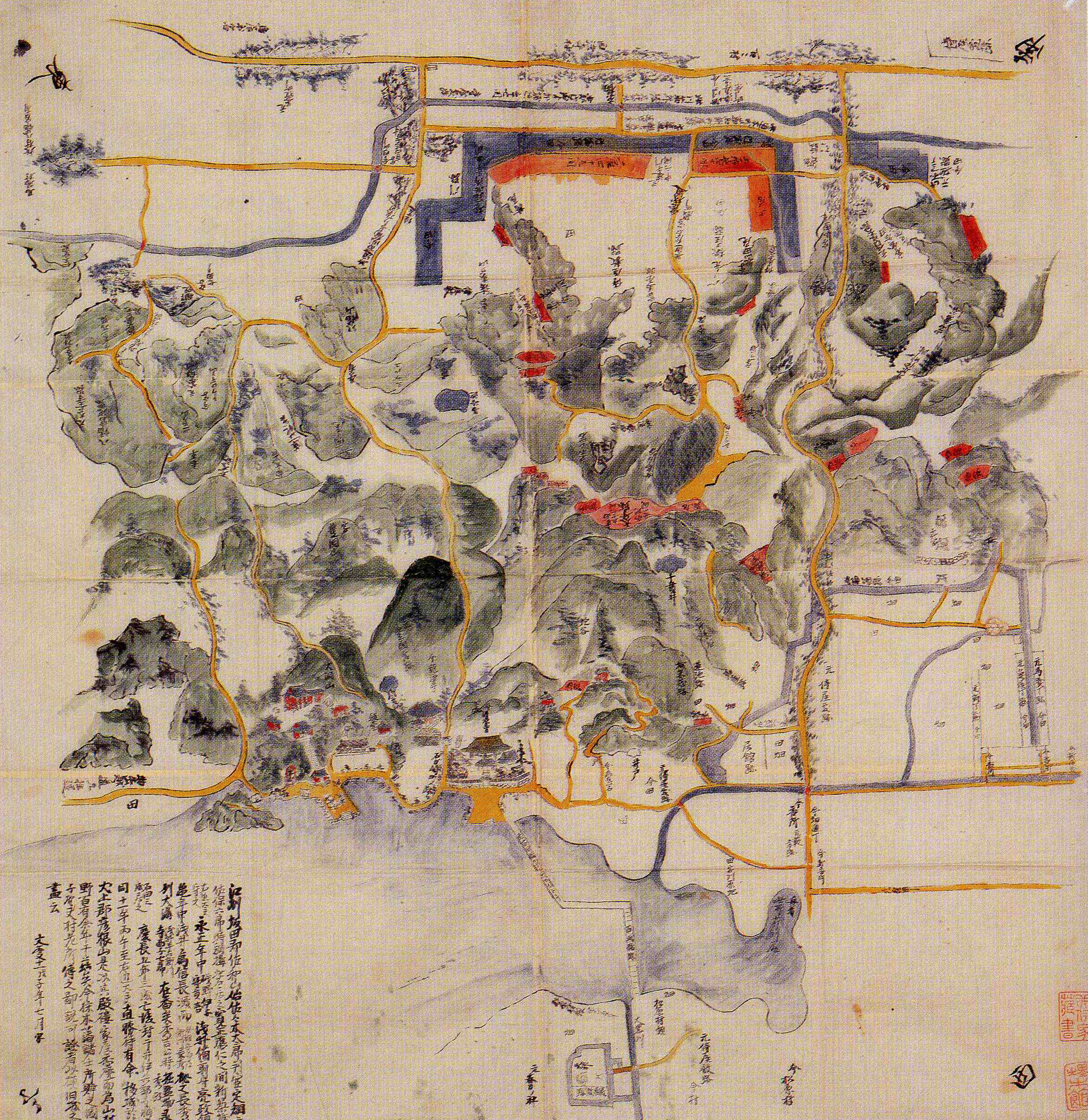
佐和山城圖

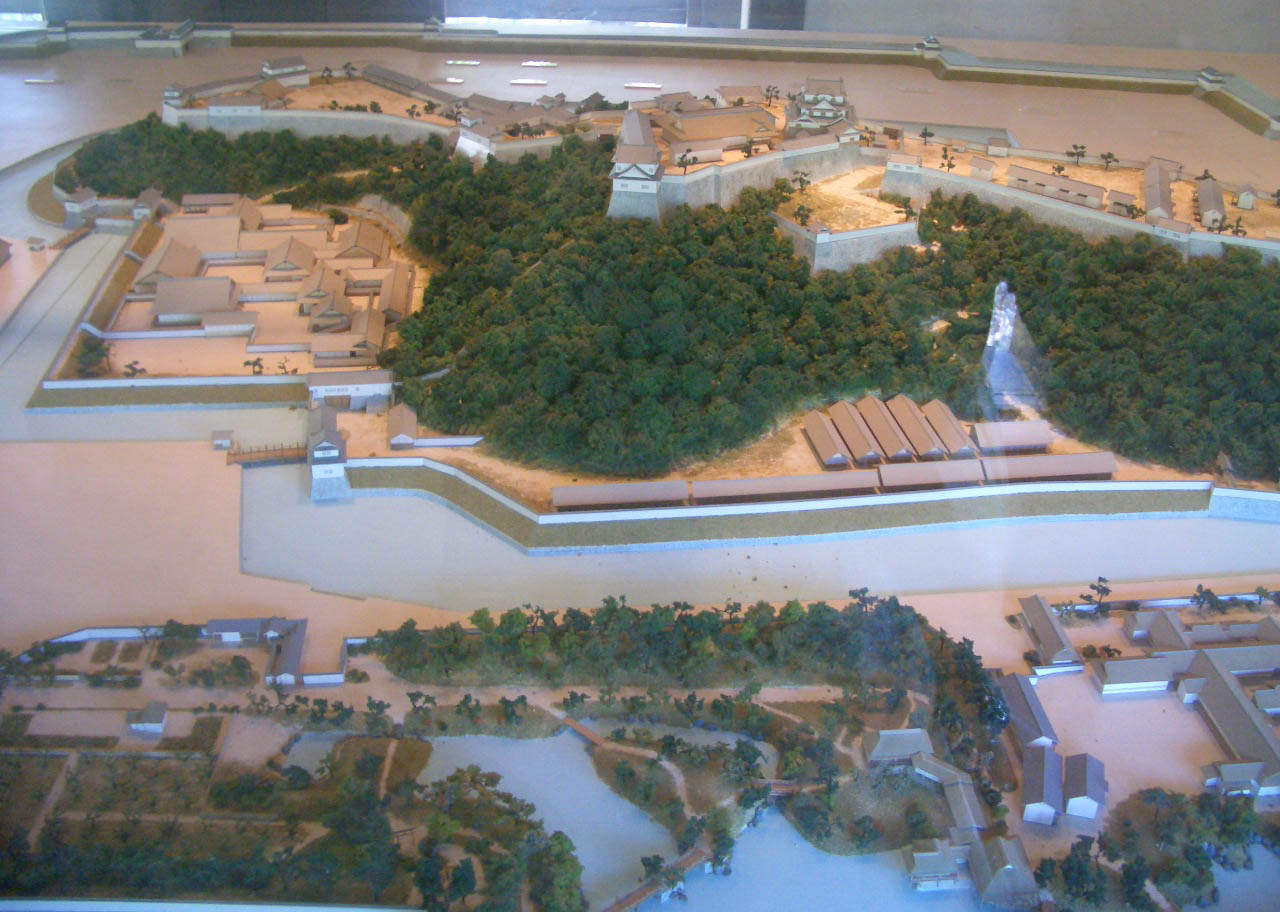
彥根城的復原模型

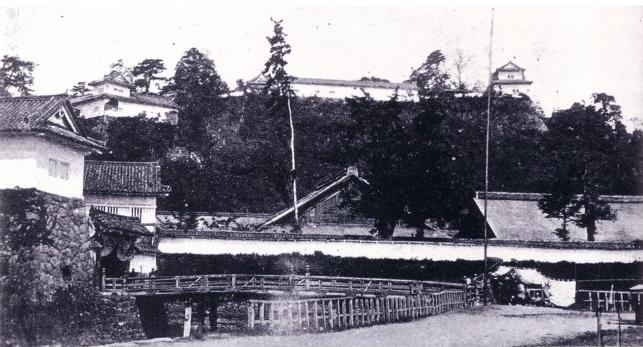
約拍攝於1876年的彥根城大手門

本地過去在令制國時代屬於近江國．北半部除最北端區域屬於坂田郡外，大部分區域在過去都屬於犬上郡，南部則分屬愛知郡和神崎郡，犬上郡的區域在7世紀之前曾是犬上氏的主要據點。
「彥根」的名稱源自彥根城所在的彥根山，而彥根山之名稱則是源自日本神話中天照大神的兩位兒子天津彥根命及活津彥根命，據說過去曾在這座山祭祀這兩位神祉。
12世紀時佐佐木氏開始支配近江國，並在北部的佐和山建立佐和山城，此後歷經六角氏、淺井氏的支配，直到1571年被織田信長所控制，其後曾先後交予丹羽長秀、堀秀政 、堀尾吉晴擔任城主，在1590年後成為石田三成的居城，並在此建立佐和山藩。
不過在1600年關原之戰石田三成敗給德川家康後，本地成為德川四天王之一井伊直政的領地，井伊直政決定廢棄已有超過四百年歷史的佐和山城，於1603年在佐和山西方約約1.5公里的彥根山開始興建彥根城，因此佐和山藩也被改設為彥根藩，直到19世紀末江戶時代結束，本地一直都是井伊氏彥根藩的領地，僅在南部有部分區域為江戶幕府的直屬領，並委由位於滋賀郡大津的大津奉行負責管理。
明治維新後，南部原先的幕府直屬領的區域後改隸屬大津裁判所及大津縣，而原屬於彥根藩的區域在1871年實施廢藩置縣後，改隸屬彥根縣；不過在僅四個月之後的府縣整併中，現在彥根是的轄區都被併入長濱縣。最初長濱縣廳雖然設於彥根城內，但由於規劃未來將會把縣廳遷移至至坂田郡長濱，因而新縣名命名為「長濱縣」；在縣廳遷移至長濱後僅十天，又決定要再將縣廳遷回彥根，因而縣名即改以彥根所在地的犬上郡之名稱，更名為犬上縣。不過半年後，犬上縣又與滋賀縣合併，雖然與滋賀縣的縣廳所在地大津相比，彥根位於整個新縣的中央位置，但在中央政府認為本地的民風過於保守，因而決定將新縣的縣廳設於西部的大津，合併後新縣也就因此繼續使用滋賀縣做為縣名，自此彥根也失去成為縣廳所在地的機會。
1889年日本實施町村制，在原本彥根城周邊的區域設置彥根町，而現在的彥根市轄區在當時還分屬北青柳村、磯田村、南青柳村、福滿村、青波村、千本村、高宮村、川瀨村、日夏村、安水村、稻枝村、稻村、葉枝見村、鳥居本村14個行政區劃；1937年彥根町與同樣位於北部的北青柳村、松原村（1891年自北青柳村中分出設立）、福滿村、青波村、千本村合併為彥根市，也是滋賀縣內第二個設立的市級行政區劃。此後自1940年代至1960年代期間，彥根市陸續將位於南側的其餘九個行政區劃併入，組成現在的彥根市。

### 變遷表
| 1889年4月1日 | 1889年 - 1912年             | 1912年 - 1944年            | 1945年 - 1954年            | 1955年 - 1989年           | 1955年 - 1989年         | 1989年 - 現在 | 現在   |
| ------------ | --------------------------- | -------------------------- | -------------------------- | ------------------------- | ----------------------- | ------------- | ------ |
| 鳥居本村     | 鳥居本村                    | 鳥居本村                   | 1952年4月1日 併入彥根市    | 彥根市                    | 彥根市                  | 彥根市        | 彥根市 |
| 彥根町       | 彥根町                      | 1937年2月11日 合併為彥根市 | 彥根市                     | 彥根市                    | 彥根市                  | 彥根市        | 彥根市 |
| 北青柳村     | 北青柳村                    | 1937年2月11日 合併為彥根市 | 彥根市                     | 彥根市                    | 彥根市                  | 彥根市        | 彥根市 |
| 北青柳村     | 1891年5月6日 分出設立松原村 | 1937年2月11日 合併為彥根市 | 彥根市                     | 彥根市                    | 彥根市                  | 彥根市        | 彥根市 |
| 福滿村       |                             | 1937年2月11日 合併為彥根市 | 彥根市                     | 彥根市                    | 彥根市                  | 彥根市        | 彥根市 |
| 青波村       |                             | 1937年2月11日 合併為彥根市 | 彥根市                     | 彥根市                    | 彥根市                  | 彥根市        | 彥根市 |
| 千本村       |                             | 1937年2月11日 合併為彥根市 | 彥根市                     | 彥根市                    | 彥根市                  | 彥根市        | 彥根市 |
| 磯田村       | 磯田村                      | 1942年6月10日 併入彥根市   | 彥根市                     | 彥根市                    | 彥根市                  | 彥根市        | 彥根市 |
| 南青柳村     |                             | 1942年6月10日 併入彥根市   | 彥根市                     | 彥根市                    | 彥根市                  | 彥根市        | 彥根市 |
| 日夏村       | 日夏村                      | 日夏村                     | 1950年4月1日 併入彥根市    | 彥根市                    | 彥根市                  | 彥根市        | 彥根市 |
| 川瀨村       | 1890年8月16日 改名為河瀨村  | 1890年8月16日 改名為河瀨村 | 1890年8月16日 改名為河瀨村 | 1956年9月30日 併入彥根市  | 彥根市                  | 彥根市        | 彥根市 |
| 安水村       | 1892年6月25日 改名為龜山村  | 1892年6月25日 改名為龜山村 | 1892年6月25日 改名為龜山村 | 1956年9月30日 併入彥根市  | 彥根市                  | 彥根市        | 彥根市 |
| 高宮村       | 高宮村                      | 1912年9月10日 改制為高宮町 | 1912年9月10日 改制為高宮町 | 1957年4月3日 併入彥根市   | 彥根市                  | 彥根市        | 彥根市 |
| 稻枝村       | 稻枝村                      | 稻枝村                     | 稻枝村                     | 1955年1月1日 合併為稻枝町 | 1968年4月1日 併入彥根市 | 彥根市        | 彥根市 |
| 稻村         |                             |                            |                            | 1955年1月1日 合併為稻枝町 | 1968年4月1日 併入彥根市 | 彥根市        | 彥根市 |
| 葉枝見村     |                             |                            |                            | 1955年1月1日 合併為稻枝町 | 1968年4月1日 併入彥根市 | 彥根市        | 彥根市 |

## 行政

### 歴任市長
過去在江戶時代由井伊氏統治了本地三百多年後，末代藩主井伊氏第35代當主井伊直憲在1871年結束了對本地的統治，不過其孫井伊氏第37代當主井伊直愛在1953年以近八成的得票率當選彥根市市長，也因此被稱為「殿樣市長」；此後井伊直愛更是成功的在市長選舉中連任八次，共擔任了九任的市長任期，直到1989年第十次參加市長選舉才落敗，其前後擔任彥根市市長的時間長達36年。
而在2013年的市長選舉中的候選人有村國知，為1860年櫻田門外之變中斬殺當時彥根藩主井伊氏第34代當主井伊直弼的薩摩藩士有村次左衛門之家族後人，也因此成為當時的話題。

## 交通

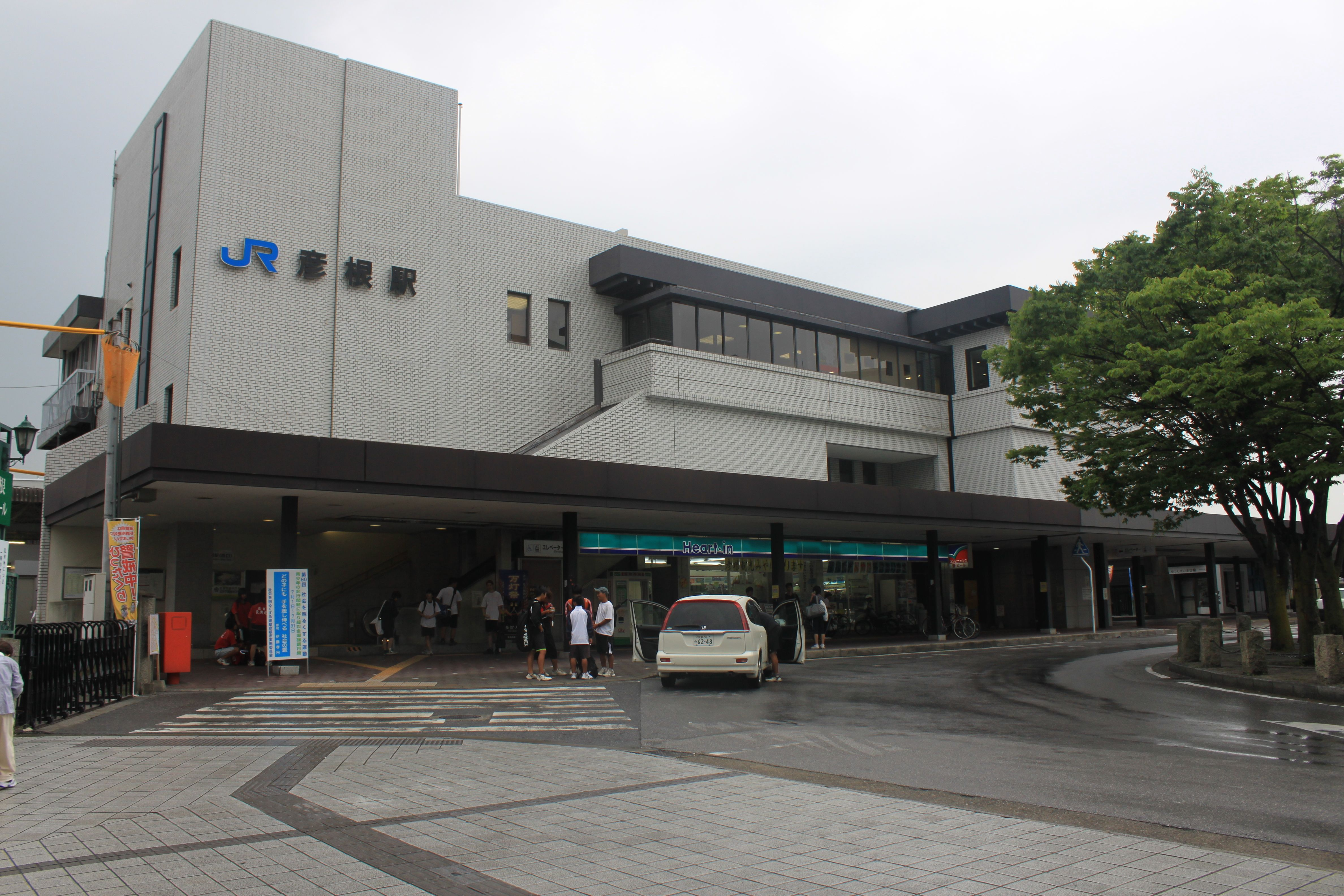
彥根車站西口

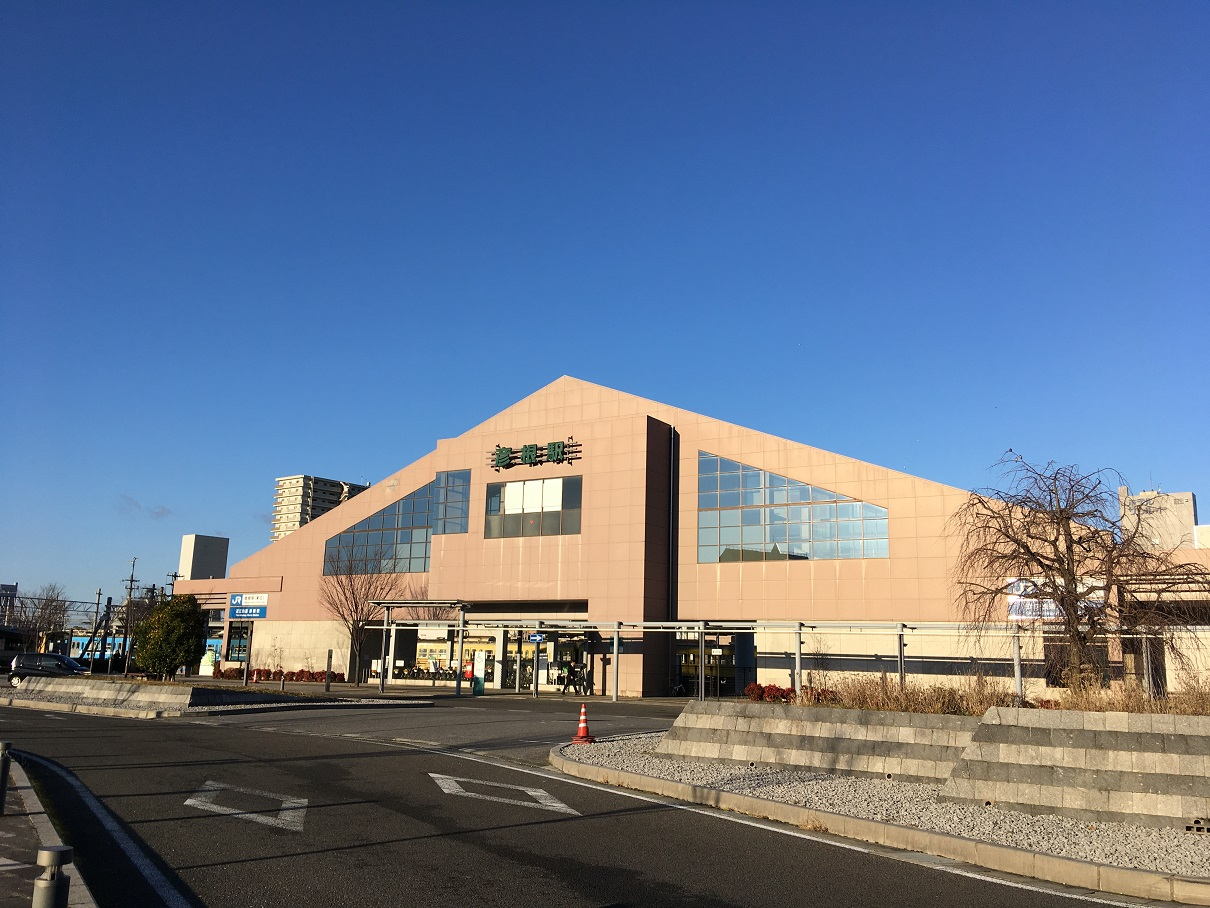
彥根車站東口

由於滋賀縣內沒有機場，從彥根市要利用航空交通只能藉由位於1小時40分車程外的大阪國際機場，或是2小時車程外的中部國際機場、2.5小時車程外的關西國際機場。
鐵路有西日本旅客鐵道東海道本線以南北向貫穿整個轄區，同時近江鐵道本线也通過北部的主要市區，並有多賀線可往東接往多賀町；東海道新幹線雖然也從市區東側通過，雖然新幹線並未在轄內設置車站，但自彥根車站往北被經東海道本線至米原市內的米原車站僅需五分鐘，因此在彥根市仍可非常便利的利用新幹線。
在近江鐵道中的車站中，有兩個車站是由當地企業工廠出資設立，包括位於北部宮田町地區由富士達滋賀工廠提供了四分之三費用所設立的富士達前車站，以及位於中部高宮町地區由螢幕控股公司彥根事業所全額出資設立的螢幕車站，其中螢幕車站更是直接設在螢幕控股公司的廠區內，也因此僅有該公司的員工可以在該車站進出。
高速公路有名神高速道路自北部主要市區東側通過，並設有彥根交流道，可再經由國道306號和國道8號轉至市內各地。
市內的客運路線則有近江鐵道巴士、湖國巴士、彥根觀光巴士三家業者經營。

### 鐵路
- 西日本旅客鐵道
  - 東海道本線（琵琶湖線）：（←米原市） - 彥根車站 - 南彥根車站 - 河瀨車站 - 稻枝車站 - （東近江市→）
- 近江鐵道
  - 本线：（米原市） - 富士達前車站 - 鳥居本車站 - 彥根車站 - 彥根芹川車站 - 彥根口車站 - 高宮車站 - （甲良町→）
  - 多賀線：高宮車站 - 螢幕車站 - （多賀町）

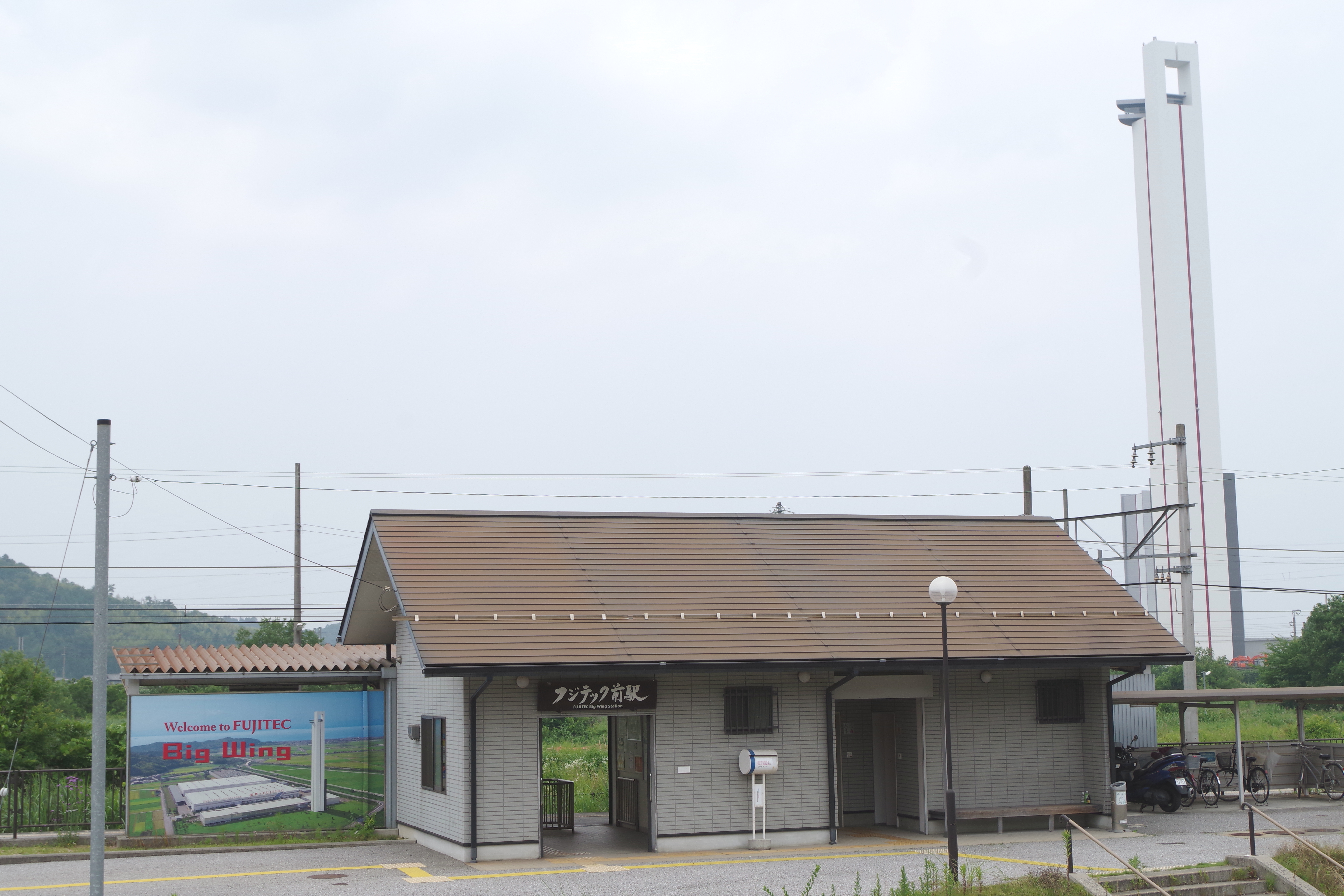
富士達前車站
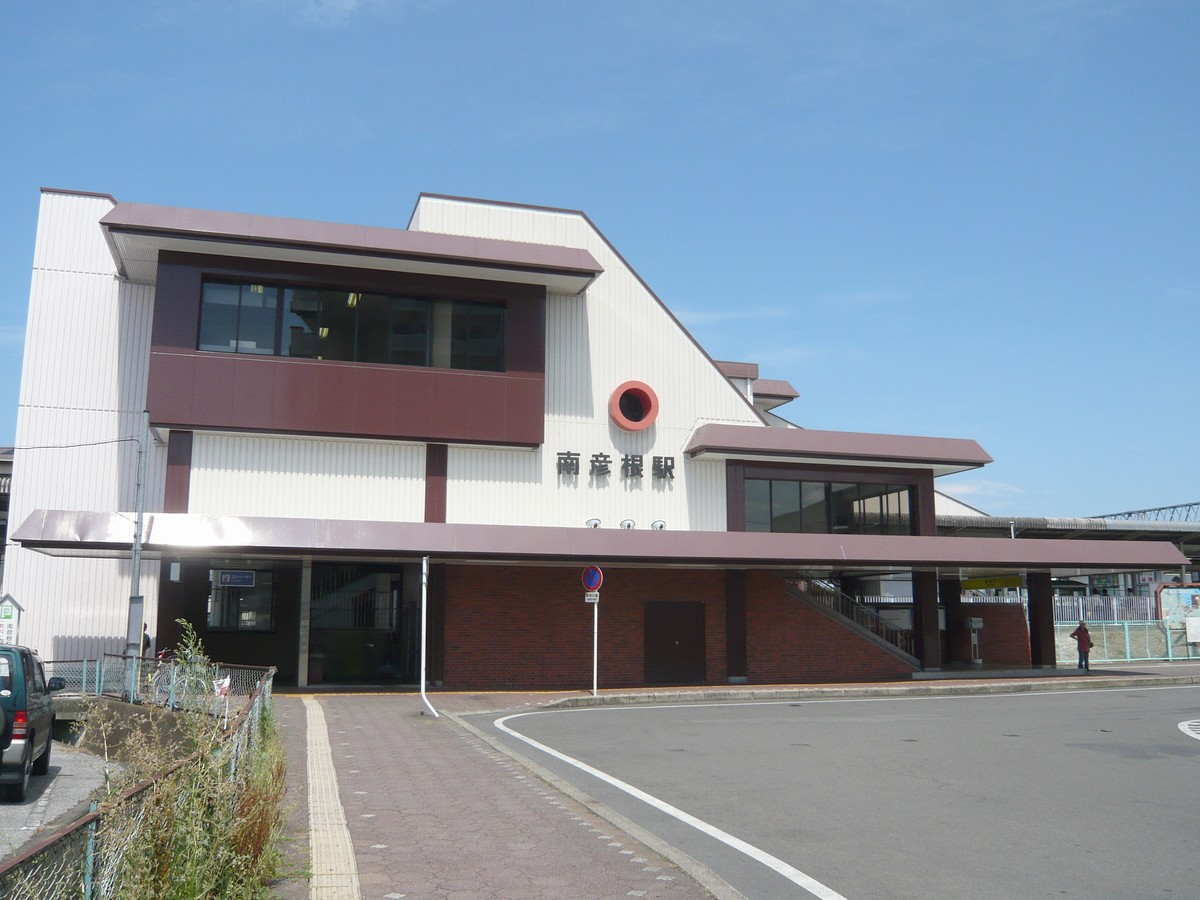
南彥根車站
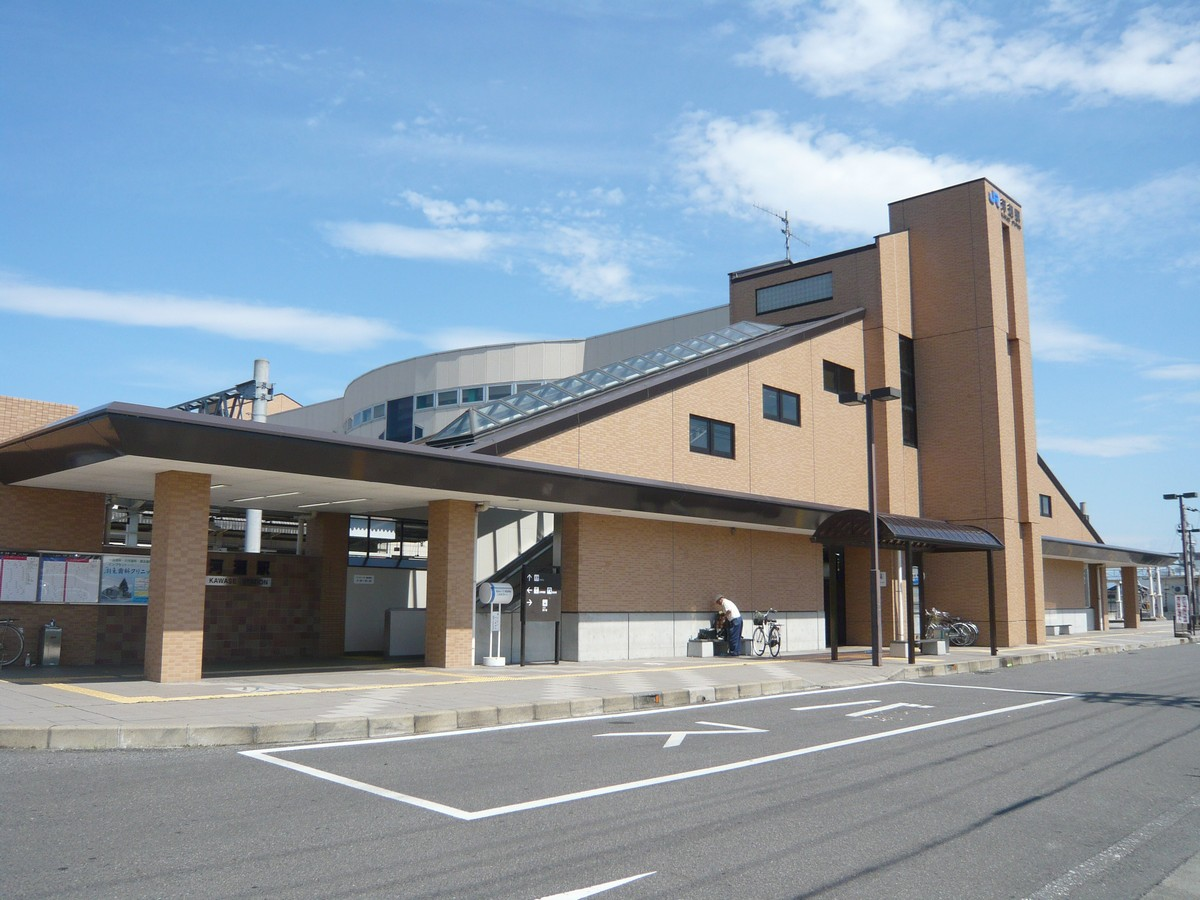
河瀨車站
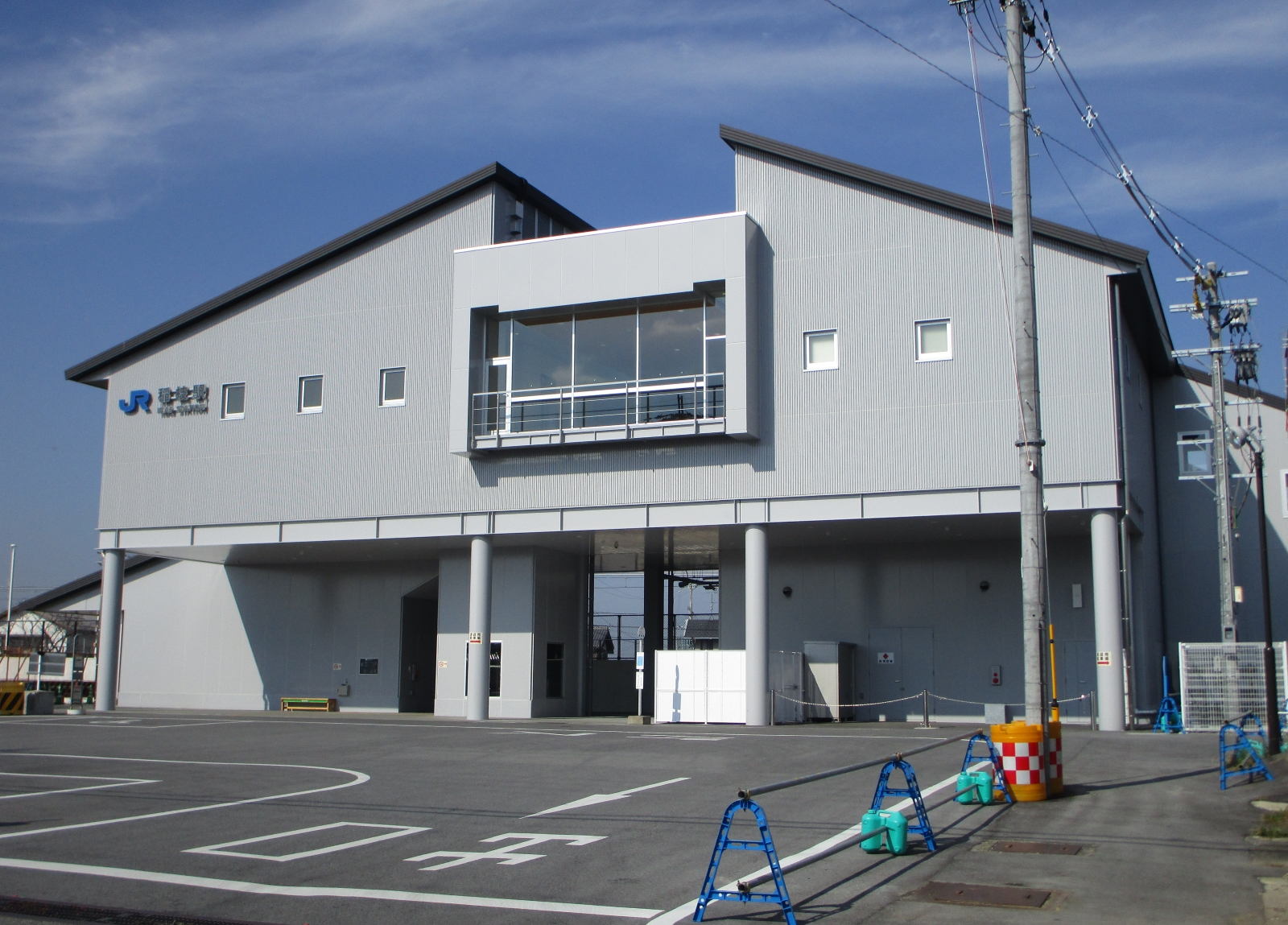
稻枝車站
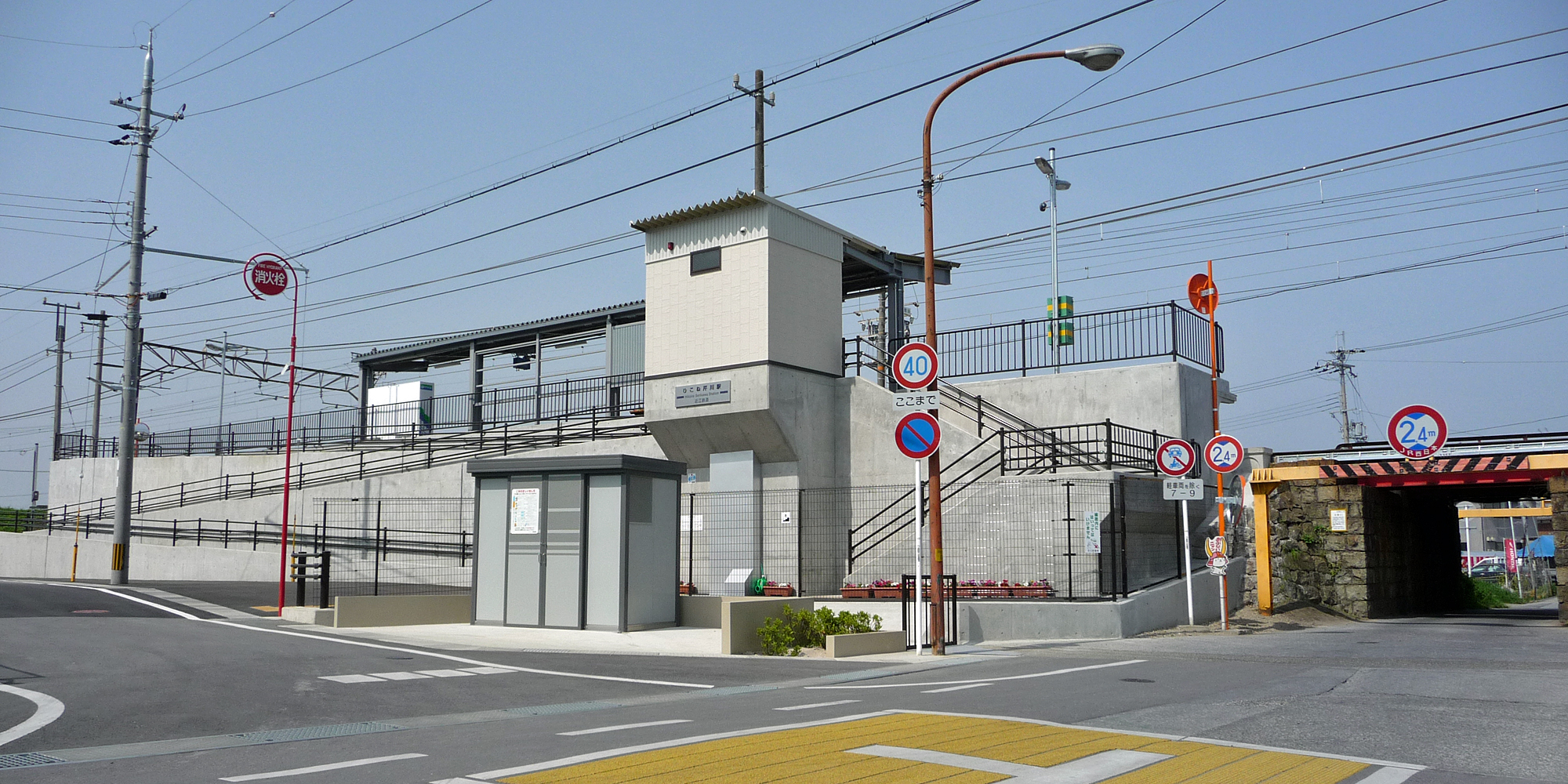
彥根芹川車站
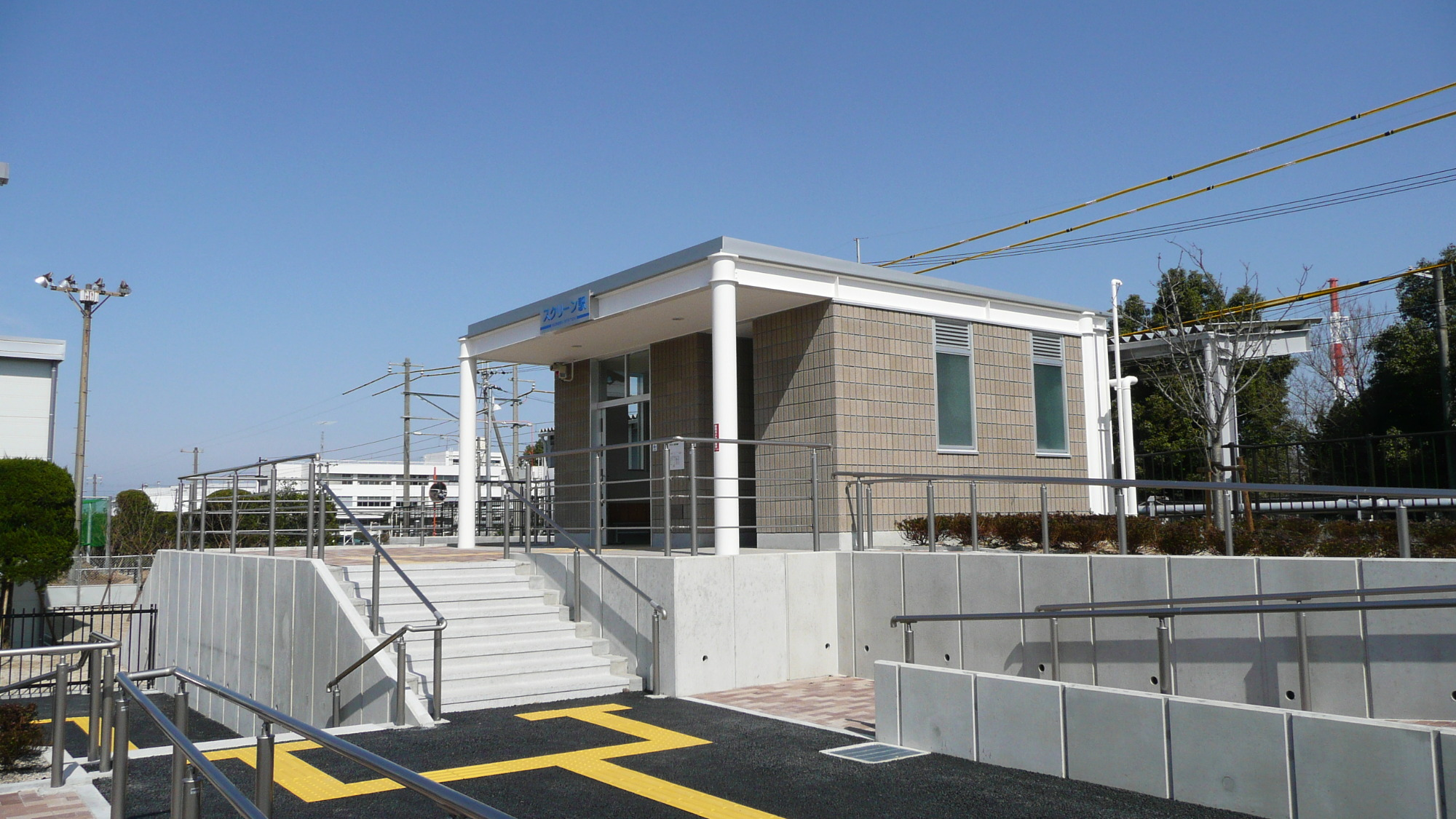
螢幕車站

### 公路
高速公路
- 名神高速公路：（米原市） - 彥根交流道 - （多賀町）

## 觀光

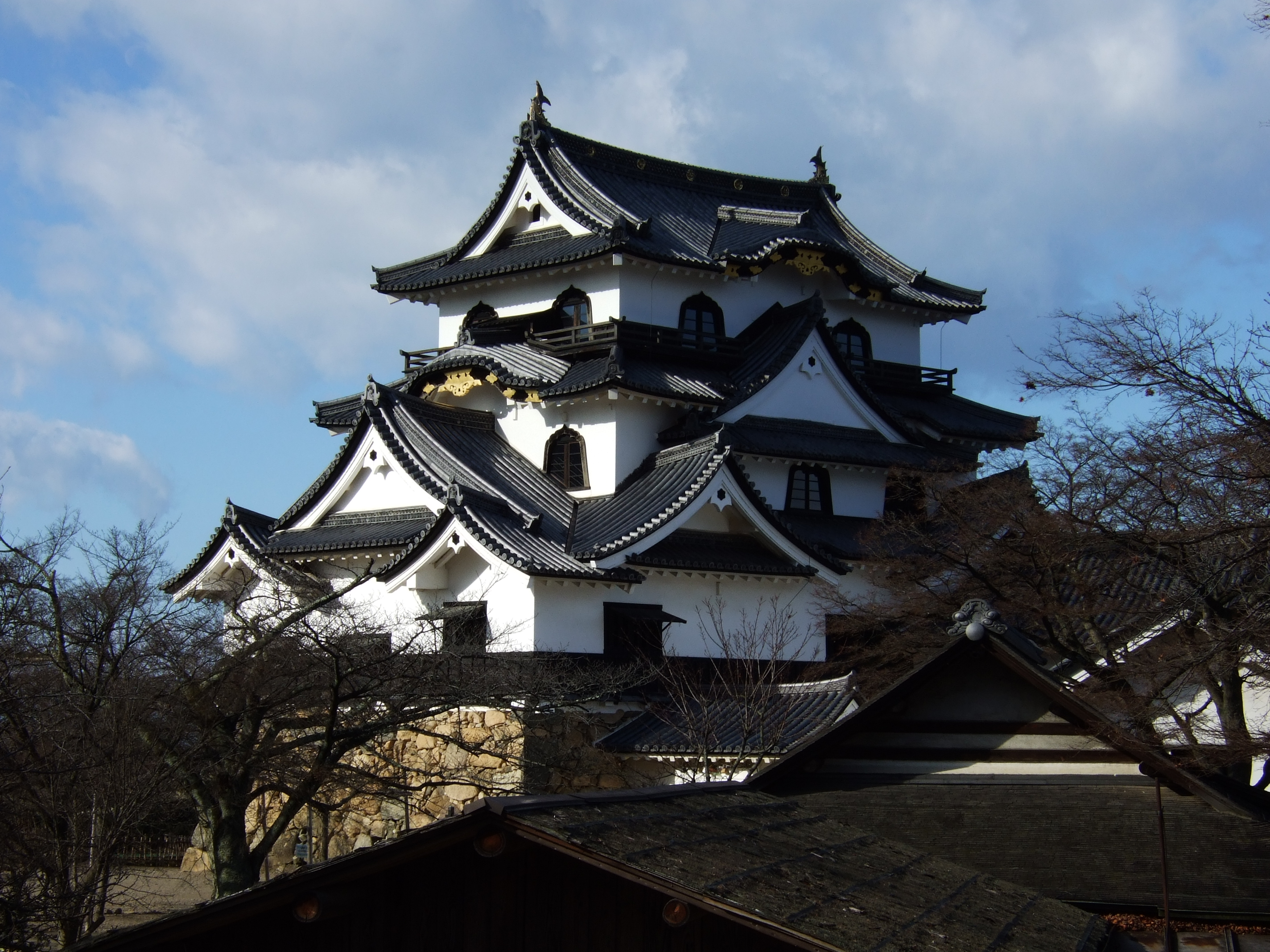
彥根城天守

彥根城是全日本在19世紀末少數未被拆除的城堡，其天守被完整保存至今，在1930年代天守、附櫓、多聞櫓就已被列為國寶，目前天秤櫓、太鼓門及續櫓、西之丸三重櫓及續櫓、二之丸佐和口多聞櫓、馬屋也已被列為重要文化財產；1944年由井伊家委由彥根市政府管理營運，1987年在彥根城的東南側設立了彥根城博物館，其內收藏有約四萬件彥根藩相關的歷史文物及井伊家收藏的美術品。在彥根城周邊還有樂樂園、玄宮園等過去江戶時代井伊家所留下的歷史建築及庭園，近年每年約有七十萬人次進入彥根城。
在市區西北側琵琶湖岸邊的彥根港有近江鐵道子公司近江旅遊所經營的近江海運，每天有固定行駛至琵琶湖中屬於琵琶湖國定公園範圍的竹生島和多景島往返的觀光渡輪，在多景島的航路中也有可以登島的行程。
位於主要市區西北側琵琶湖岸邊的松原游泳場除了可供民眾遊玩戲水，自古以來也是被稱為「千千之松原」的景勝地，1949年起彥根市觀光協每年於八月在此舉辦彥根大花火大會，每次大會施放約七千發煙火，同時也可以搭乘琵琶湖的觀光遊覽船自湖中觀賞煙火；1980年起，每年夏季由讀賣電視台主辦的日本國際鳥人錦標賽也開始在此地舉行。
位於轄區中部的十王村之水為「名水百選」之一，在17世紀末已有文獻記載，在當時被喻為「湖東三名水」之一。

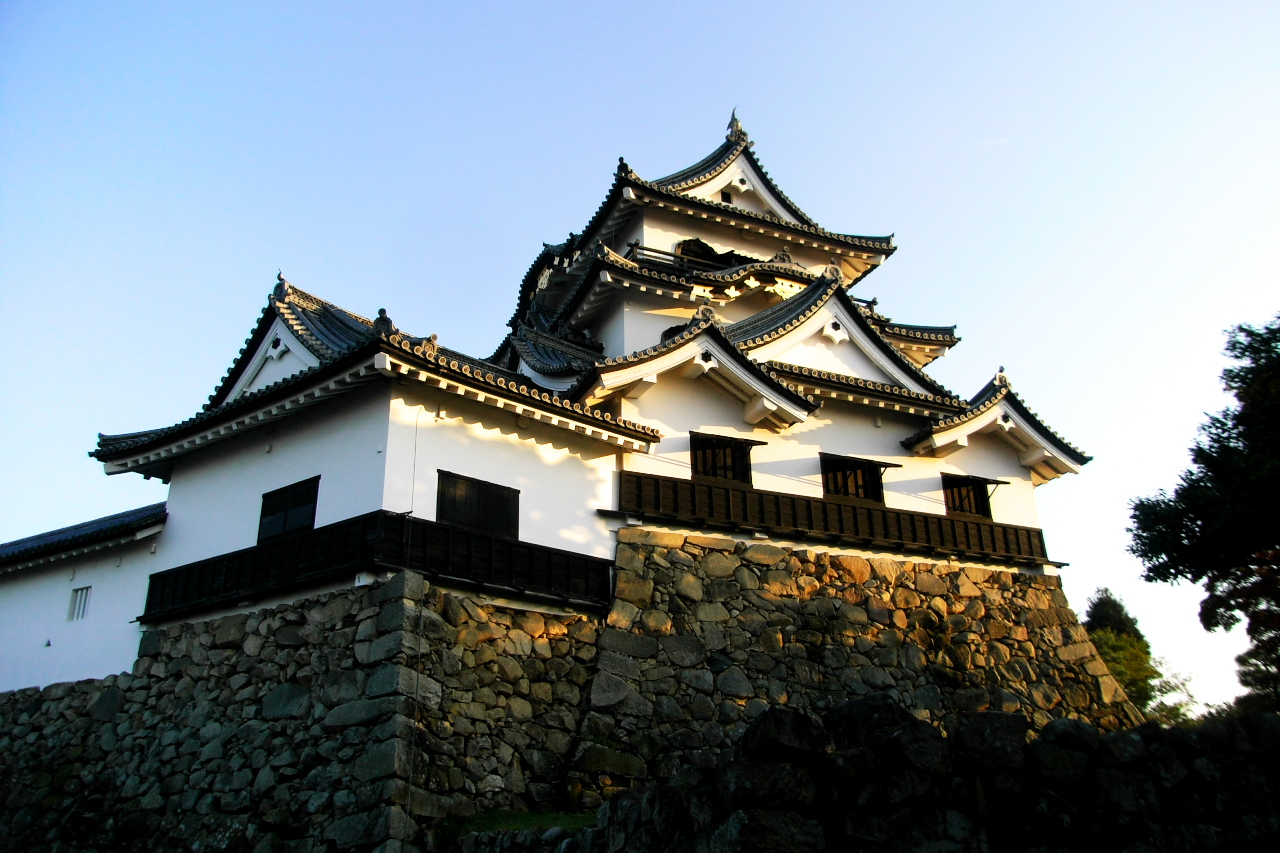
彥根城天守及附櫓
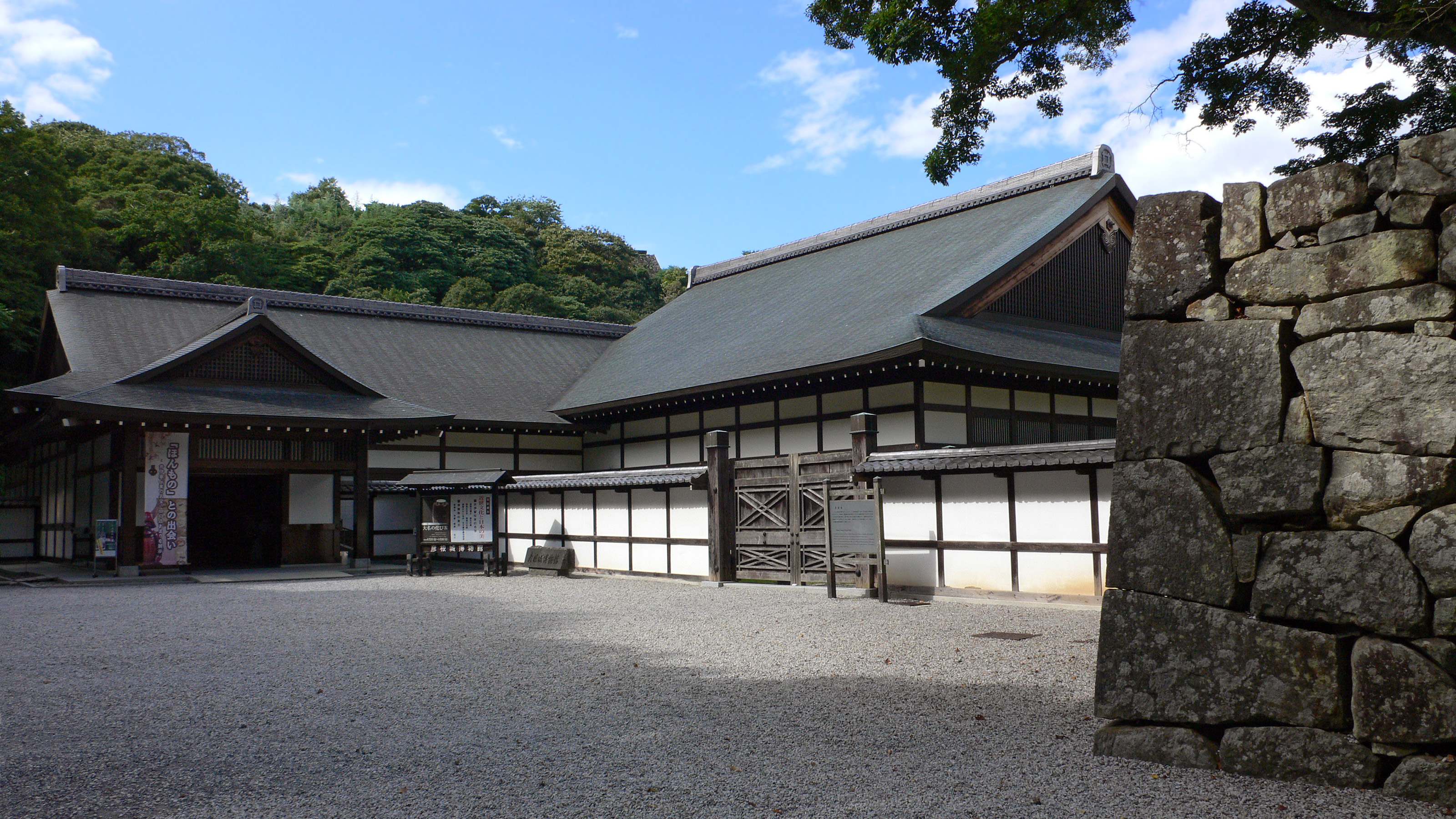
彥根城博物館
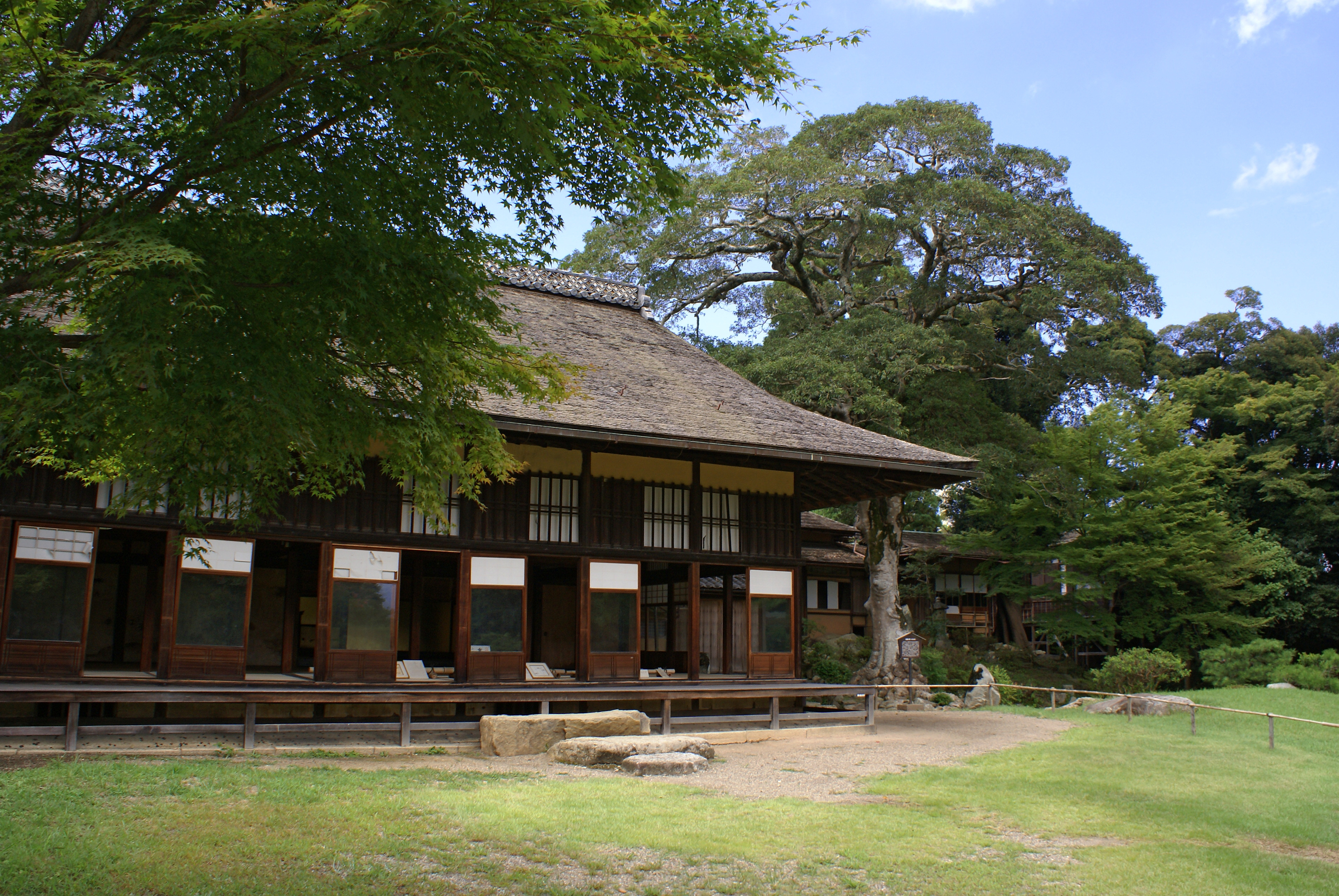
樂樂園內的御書院
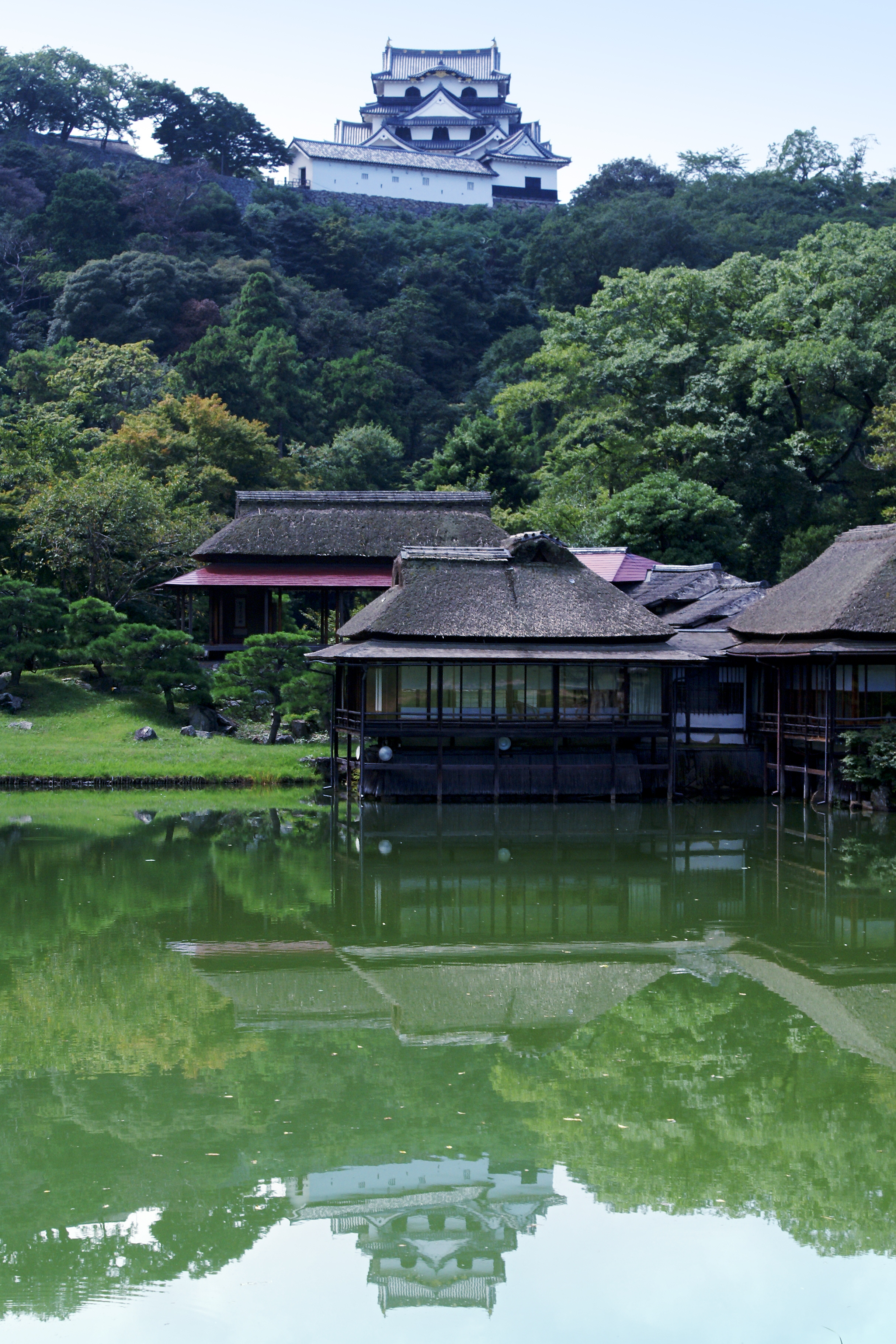
玄宮園及彥根城天守
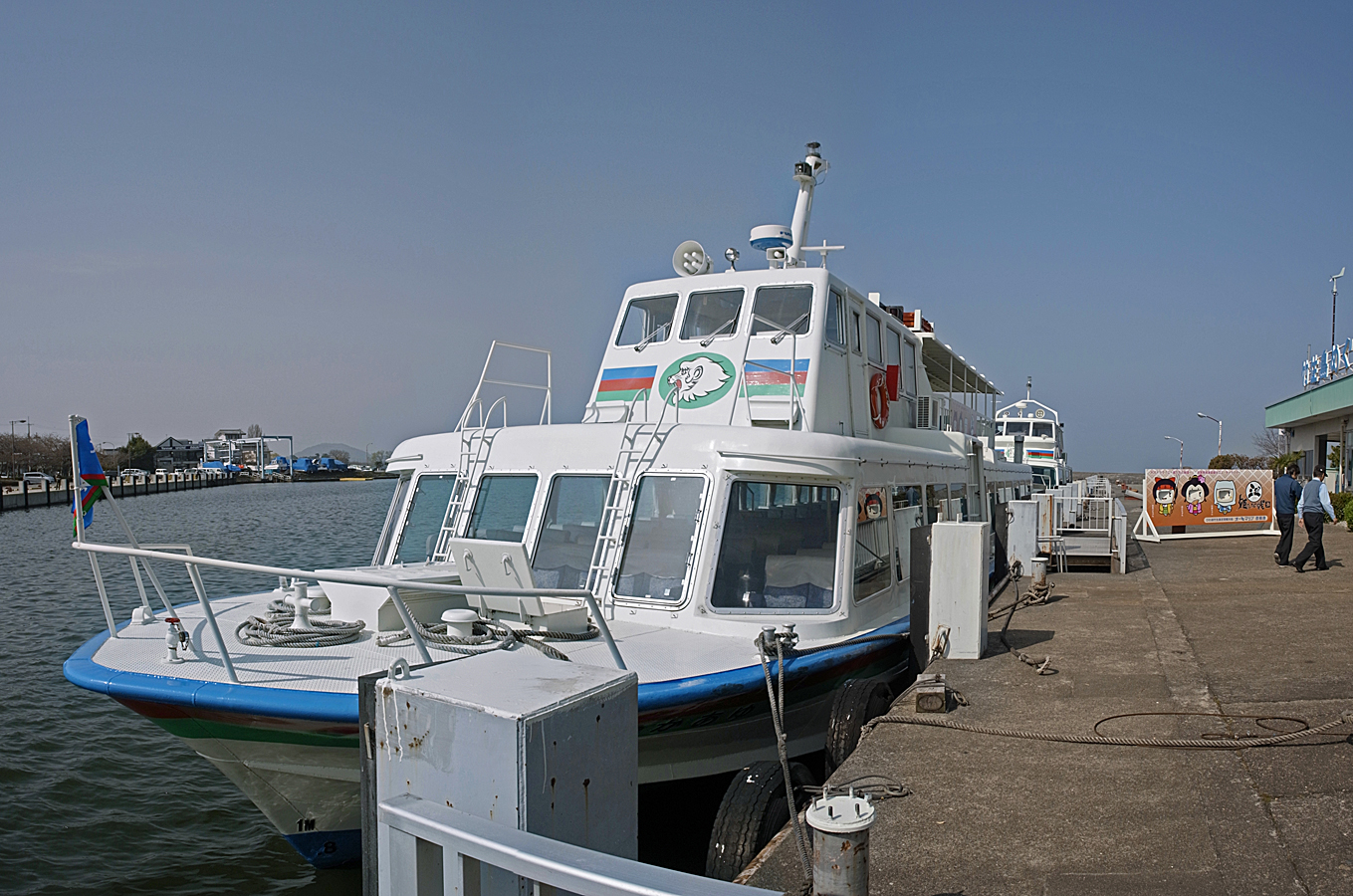
停靠於彥根港的觀光渡輪
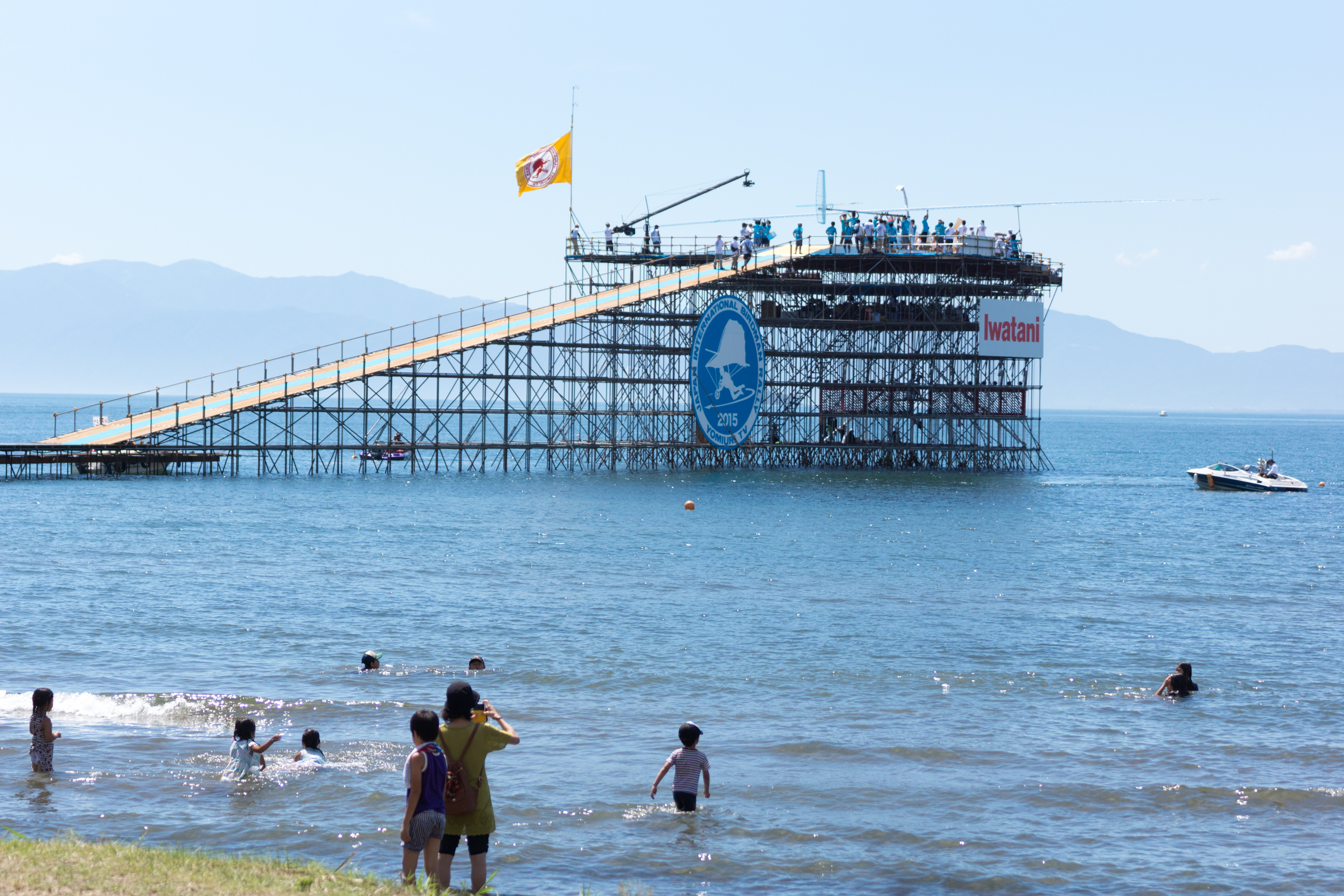
2015年日本國際鳥人錦標賽搭設在松原游泳場的起飛台
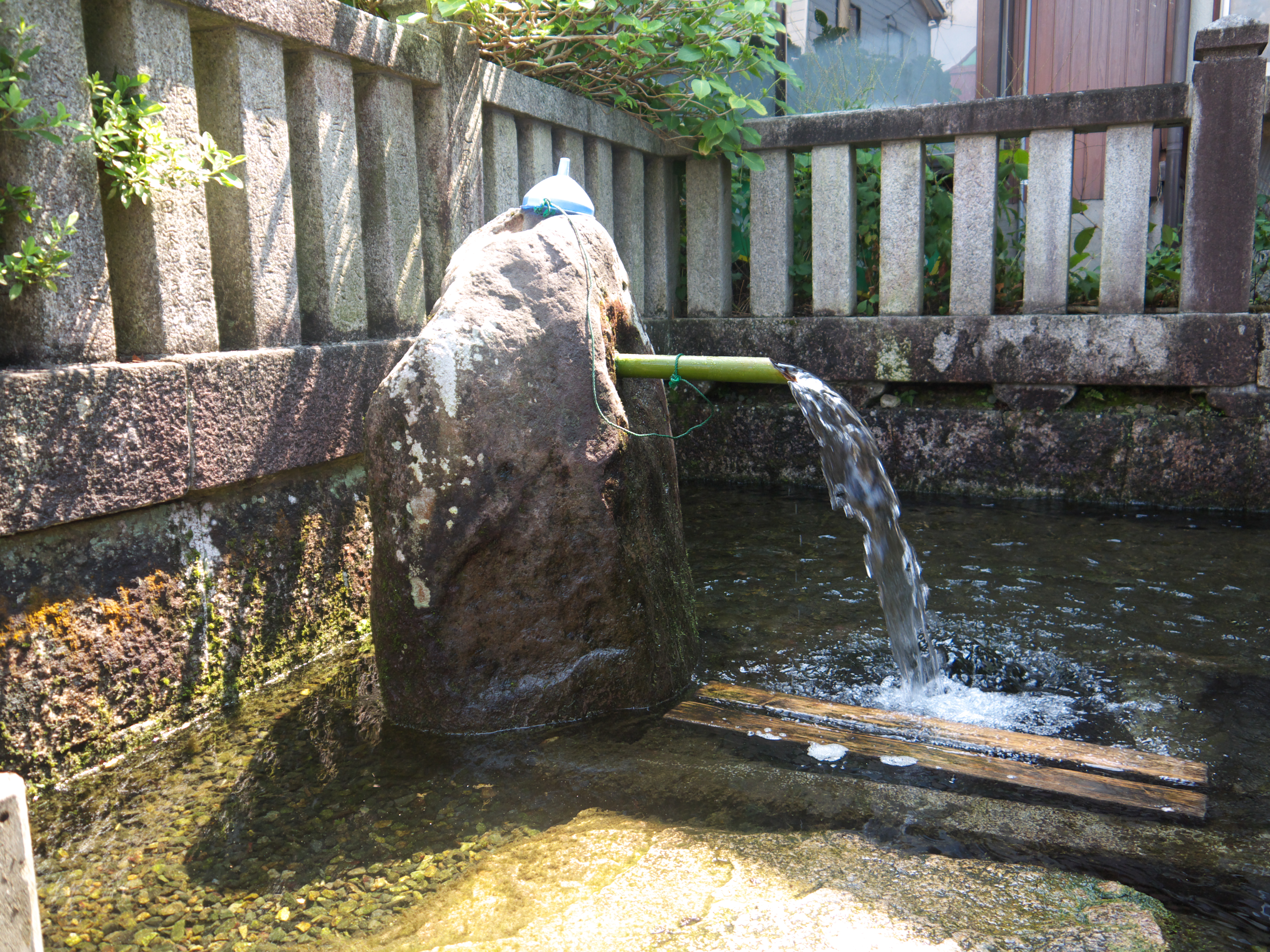
十王村之水

## 教育

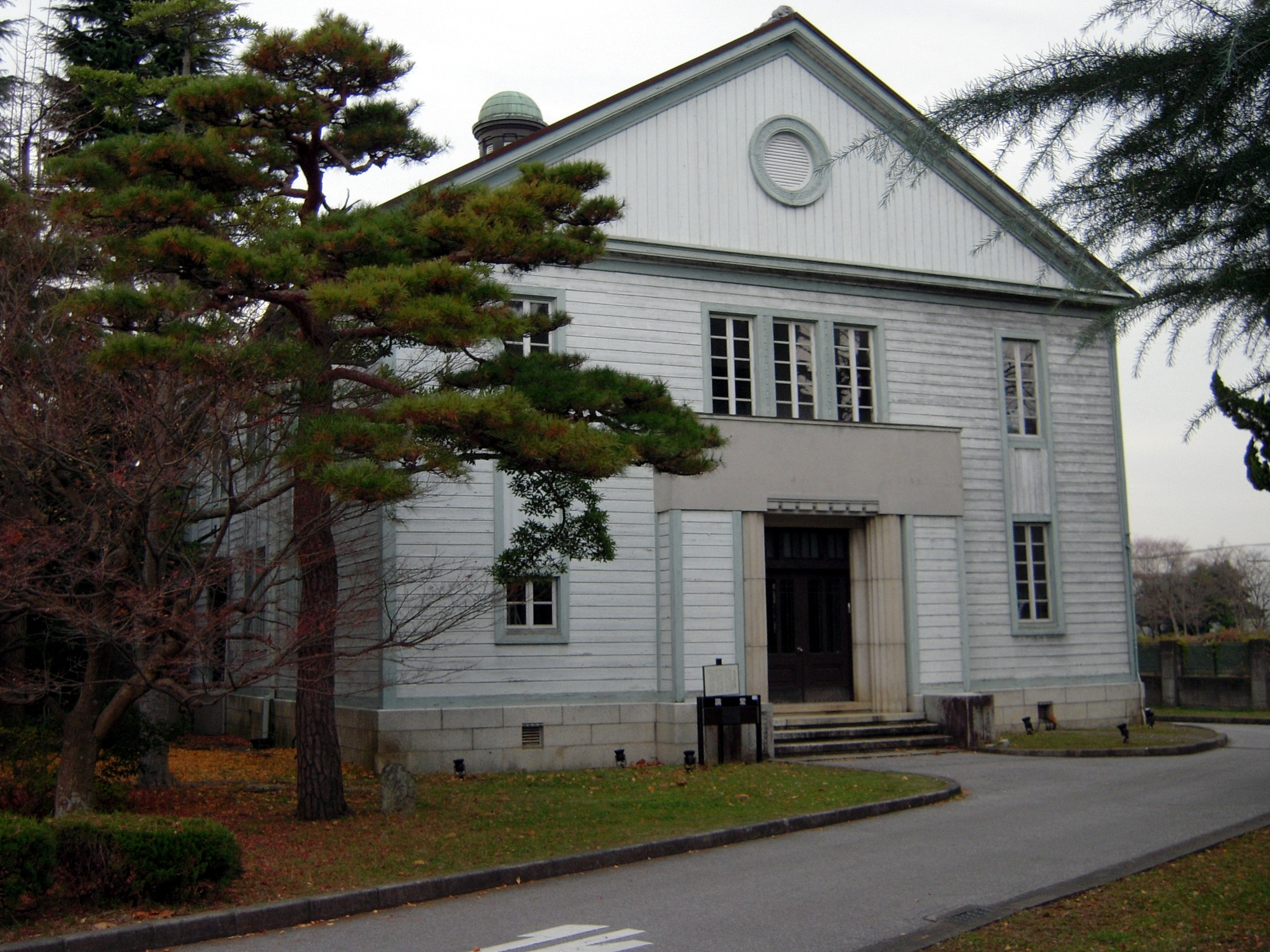
過去原為彥根高等商業學校講堂的滋賀大學經濟學部講堂

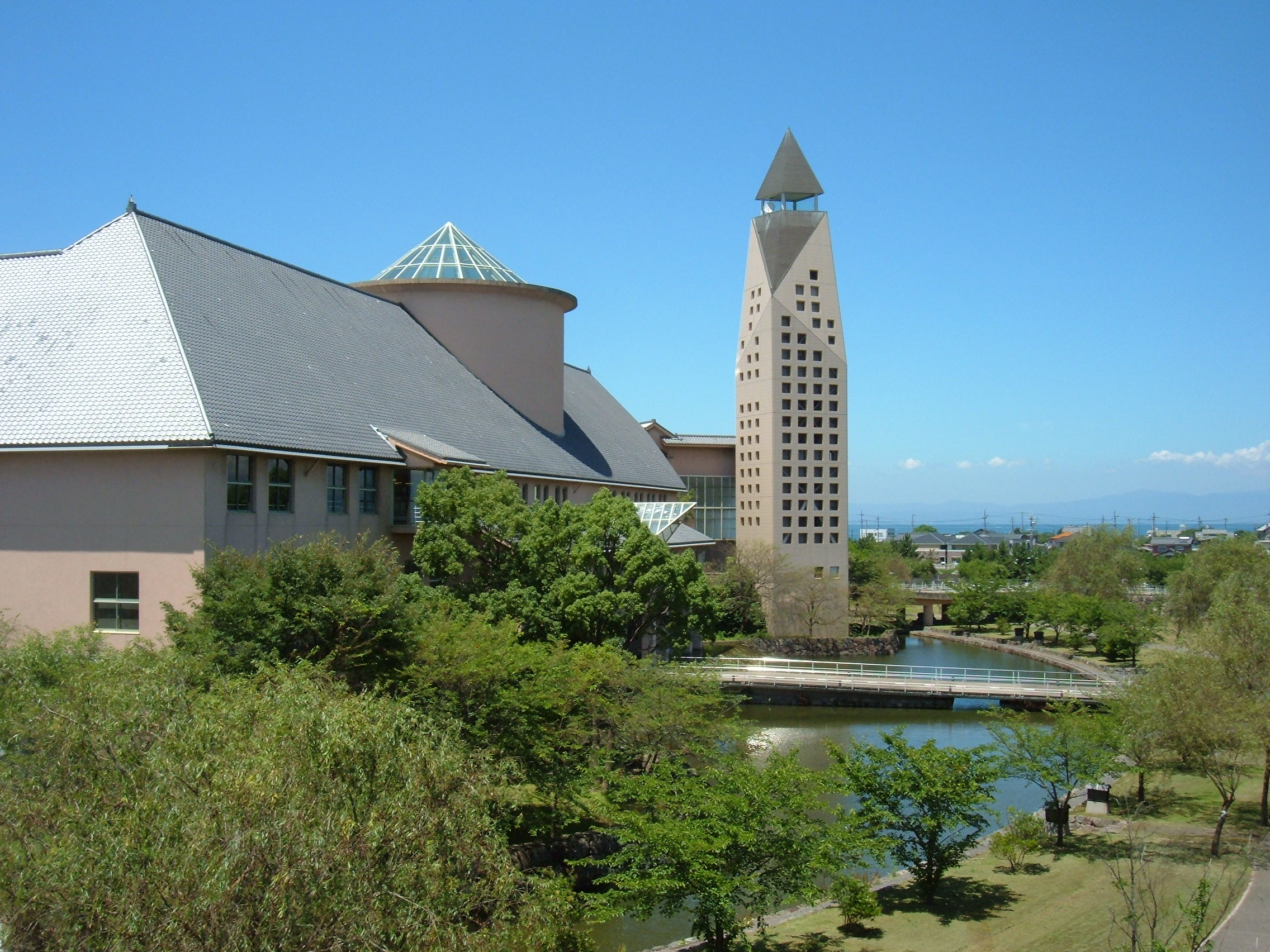
滋賀縣立大學

1922年在彥根設立了全國第九所屬於舊制專門學校的高等商業學校－彥根高等商業學校，1949年彥根高等商業學校與位於大津市的滋賀師範學校和滋賀青年師範學校整併為新制大學的滋賀大學，因此原彥根高等商業學校便成為滋賀大學經濟學部，而位於彥根市內的校園也就成為滋賀大學的彥根校區。
此外在彥根市內還有圣泉大学和滋賀縣立大學兩所大學，聖泉大學以哲學人類學部與護理學部為主，滋賀縣立大學則有環境科學部、工學部、哲學人類學部、護理學部等多個學部。

## 姊妹、友好城市

### 日本
- 高松市（香山縣）
彥根藩第13代藩主井伊直弼的二女彌千代公主（日语：松平千代子）於1859年嫁至高松藩高松松平家（日语：高松松平家），兩地的彥根城和高松城因此在1966年締結為姊妹城。[6]
- 水戶市（茨城縣
1860年在水戶藩激進浪士主導下發動的櫻田門外之變中殺害了當時的彥根藩主井伊直弼，讓兩地因而成為對立的關係；1968年在敦賀市的協助下，以明治維新100年的機緣化解兩地過去的嫌隙，締結為親善城市。[6]
- 佐野市（栃木縣）
過去在江戶時代安蘇郡（日语：安蘇郡）的大部分區域為彥根藩在下野國的飛地領地，安蘇郡的大部分區域後來也合併為佐野市，兩地因此緣由在1969年締結為親善都市。[6]

### 海外
- 安娜堡（美國密歇根州沃什特瑙縣）
- 湘潭市（中國湖南省）

## 外部連結
- （日語） 彥根觀光指引 （页面存档备份，存于）
  - （繁體中文） 日本彥根旅遊指南 （页面存档备份，存于）